# Коптильня Маккарди
Копти́льня Макка́рди (англ. McCurdy Smokehouse) — бывшее предприятие по переработке рыбы в Любеке, штат Мэн, США. Функционировало с 1907 по 1991 год. В настоящее время является музеем. С 1993 года входит в Национальный реестр исторических мест США.

## История
В состав комплекса входят девять зданий, построенных в разные годы. Склад-магазин, кузница и помещение для разделки рыбы были построены в XIX веке. Главное здание коптильни было построено в 1907 году. В период с 1921 по 1933 год были построены склад для хранения рыбы и вторая коптильня, ещё один склад достроили между 1933 и 1940 годами. Первоначально предприятие называлось «Копчёная рыба Роберта Макбрайда» (англ. Robert McBride Smoked Fish) по имени первого владельца. Артур Маккарди, чьё имя носит здание сейчас, приобрёл его в 1959 году.
На момент закрытия в 1991 году коптильня была последним действующим предприятием такого рода в США. В 1993 году комплекс зданий был включён в Национальный реестр исторических мест. В 1995 году музейный комитет Коптильни Маккарди подал заявку на получение гранта в размере 400 тысяч долларов для реконструкции исторического комплекса.
В январе 2018 года во время снежной бури засолочный сарай, входящий в состав комплекса, сорвало с места и перенесло через реку Сент-Круа на остров Кампобелло. В феврале руководство музея объявило о необходимости сбора средств для восстановления здания. Стоимость работ оценивалась в 125 тысяч долларов.